# 키시모토 마사시
키시모토 마사시(일본어: 岸本 斉史 기시모토 마사시[*], 1974년 11월 8일 ~ )는 일본의 만화가이며 오카야마현 가쓰타군 나기정 출신이다. 키시모토 세이시와는 쌍둥이 사이이며, 나루토의 작가로 잘 알려져 있다.

## 작품 목록
- 벤치
- 마리오
- 나루토
- 보루토